# Monte Ulysses
El monte Ulysses (en inglés: Mount Ulysses, lit., 'monte Ulises') es la montaña más alta de las cordilleras Muskwa de las Montañas Rocosas de Canadá septentrionales en Columbia Británica. Este y los picos vecinos son parte de un grupo de nombres basados en el poema épico La  Odisea, en el que Ulises deambula durante 10 años antes de poder regresar a su hogar en Ítaca.
Situado al norte de la cabecera del río Akie y al sur del lago principal de Sikanni, su gran prominencia de 2.289 m está relacionada con el Gran Paso del Pacífico, y su pico principal es una cumbre sin nombre en la cordillera Fairweather, cerca del monte Fairweather.
Se subió por primera vez en 1961. 